# Chanco
Chanco ist eine Stadt und Gemeinde in der Provinz Cauquenes in der Región del Maule in Chile. Bei der Volkszählung im Jahr 2017 hatte sie 9488 Einwohner. Die Gemeinde erstreckt sich über eine Fläche von 529,5 km².

## Geschichte

### Präkolumbianische Geschichte
An der Küste der heutigen Provinz Cauquenes, zu der die Gemeinde Chanco gehört, gibt es 191 archäologische Stätten, die der archaischen und Töpferzeit entsprechen.
Einerseits stammen die der archaischen Zeit entsprechenden archäologischen Stätten aus dem Jahr 5575 v. Chr. bis zum Jahr 880 n. Chr., doch die in diesen Lagern gefundenen Überreste lassen den Schluss zu, dass diese menschlichen Gruppen eine Art Jäger-Sammler-Fischer-Lebensunterhalt pflegten. Die Siedlungen aus der Töpferzeit hingegen stammen aus dem Jahr 976 n. Chr. bis zum Jahr 1770 n. Chr.

### Archaische Zeit
Zwischen 4455 und 4000 v. Chr. (während der amerikanischen Archaik) lebten menschliche Gruppen, die sich dem Jagen, Fischen und Sammeln widmeten, im Chanco-Gebiet. Diese menschlichen Gemeinschaften errichteten Wohnlager auf Dünen in der Nähe von Wiesen und Flussläufen in den Sektoren Loanco, Santos del Mar und Reloca. Unter den von ihnen verwendeten Werkzeugen wurden dreieckige Projektilspitzen, Messer, Schaber, Knochenahlen und Angelhaken gefunden, die hauptsächlich aus Andesit, Basalt, Quarz und Obsidian bestanden. Diese Beispiele materieller Kultur wurden als archaisches Pahuil-Muster bezeichnet. Es wurde festgestellt, dass die Ernährung dieser Ureinwohner auf der Jagd auf Seelöwen, Nutria und Vögeln, dem Fischen auf Micropogonias furnieri und Liza und dem Sammeln von Weichtieren basierte.

### Kolonialgeschichte
Während der Entwicklung der Evangelisierungsmissionen der indigenen Bevölkerung in der Provinz Cauquenes wurde im  16. Jahrhundert die Existenz des Häuptlings von Chanco erwähnt. In den letzten Jahrzehnten des 17. Jahrhunderts wurde die erste Kapelle gegründet, die aus einem zwei Meter hohen Lehmbau mit einem 8 × 16 Meter breiten Raum bestand. Im selben Jahrhundert wird in den Pfarrarchiven erstmals die Existenz der Stadt Chanco im Jahr 1669 erwähnt, in der die Anwesenheit von 125 Familien verzeichnet ist.

### Ab dem 19. Jahrhundert
Ursprünglich lag Chanco an der Küste. Doch im Laufe des 19. Jahrhunderts drangen die Dünen vor und begruben die Felder und die Altstadt. Erst zu Beginn des 20. Jahrhunderts konnte die Stadt dank Botanikers Federico Albert Faupp gerettet werden, als ein Wald gepflanzt wurde, der 1979 zum Nationalreservat erklärt wurde, und die Stadt östlich dieses Waldes wieder zum ursprünglichen Zustand erklärt wurde. Chanco erhielt mit dem Dekret vom 15. Juli 1872 den Titel einer Stadt.
Am 29. August 1952 wurde im städtischen Gefängnis ein „Sondergefängnis“ für homosexuelle Gefangene eingerichtet, das das seit 1942 bestehende Gefängnis dieser Art im öffentlichen Gefängnis von Pisagua ersetzte. Ziel dieser Strategie war es, homosexuelle Gefangene vom Rest der Gefängnisinsassen zu isolieren. Trotz des anfänglichen Widerstands der Stadtbewohner gewannen die homosexuellen Insassen später die Sympathie der Bewohner, indem sie verschiedene Arbeiten wie Nähen, Sticken, Stricken, Waschen und Bügeln verrichteten und sich auch an Aufforstungsarbeiten in der Stadt beteiligten.
Am 15. Oktober 1973, im Zusammenhang mit der Ankündigung des Plan Z durch die Militärdiktatur Pinoche, töteten Mitglieder der Chanco-Polizeistation Uberlindo Aguilera, Bauernführer der Pahuil-Siedlung.
Im Jahr 2010 wurde die Stadt von dem Erdbeben, das Zentralchile am 27. Februar erschütterte, schwer getroffen. Die Kirche La Candelaria stürzte ein. 41 Todesfälle wurden registriert.

## Bevölkerung
Laut der Volkszählung des Nationalen Statistikinstituts von 2002 hatte Chanco 9457 Einwohner (4856 Männer und 4601 Frauen). Davon lebten 4012 (42,4 %) in städtischen Gebieten und 5445 (57,6 %) auf dem Land. Zwischen den Volkszählungen von 1992 und 2002 sank die Bevölkerung um 0,4 % (35 Personen). Im Jahr 2017 zählte man 9488 Personen.